# Sophie Marceau
Sophie Marceau, ursprungligen Sophie Danièle Sylvie Maupu, född 17 november 1966 i Paris, är en fransk skådespelare.
Marceau spelade sin första roll i en film 1980 när hon var 14 år gammal i den franska La Boum som blev en succé. Senare har hon bland annat spelat spionen James Bonds kärleksintresse Elektra King i filmen Världen räcker inte till och medverkat i filmen Braveheart, som vann en Oscar för bästa film.
Hon skrev 1996 en delvis självbiografisk bok med titeln Menteuse.

## Filmografi, i urval
- 1984 – Joyeuses Pâques
- 1989 – Mes nuits sont plus belles que vos jours
- 1994 – D'Artagnans dotter
- 1995 – Braveheart
- 1995 – Bortom molnen
- 1997 – Anna Karenina
- 1997 – Firelight
- 1999 – En midsommarnattsdröm
- 1999 – Lost & found
- 1999 – Världen räcker inte till
- 2001 – Belphegor - Fantomen på Louvren
- 2003 – Alex & Emma
- 2008 – Hemlig agent
- 2014 – Rendez-vous